# کاپرپولیس (آریزونا)
کاپرپولیس (به انگلیسی: Copperopolis) یک منطقهٔ مسکونی در ایالات متحده آمریکا است که در آریزونا واقع شده‌است. کاپرپولیس ۱٬۰۲۳ متر بالاتر از سطح دریا واقع شده‌است.